# Zathureczkyné Zelch Manci
Zathureczkyné Zelch Manci (Barót, 1900. január 7. – Miskolc, 1984. február 11.) erdélyi magyar háztartástani író, újságíró, verseket, novellákat is írt.

## Életútja
Középiskoláit Nagyszebenben, a római katolikus polgári leányiskolában végezte. 1963-ig Baróton élt, ekkor áttelepült Miskolcra. Az 1920-as években Benedek Elekkel tartott kapcsolatot, majd a Brassói Lapok női rovatát vezette, amelyben számos írása jelent meg a háztartási ismeretek köréből. Ugyanitt verseket, novellákat is közölt.

## Kötete
- Zelch Manczi: Saját és összegyűjtött receptkönyve (Barót, 1934; 1943-ig összesen hét kiadásban)